# Spezifische Lichtausstrahlung
Als spezifische Lichtausstrahlung (englisch luminous exitance, veraltet: luminous emittance) Mv bezeichnet man den Lichtstrom, der von einem Oberflächenelement einer Lichtquelle ausgeht. 
Sendet eine gleichförmig leuchtende Fläche {\displaystyle A} den Lichtstrom {\displaystyle \Phi _{\mathrm {v} }} aus, so ist die spezifische Lichtausstrahlung der Fläche gleich dem Quotienten aus dem ausgesandten Lichtstrom {\displaystyle \Phi _{\mathrm {v} }} und der Fläche {\displaystyle A}:
{\displaystyle M_{\mathrm {v} }={\frac {\Phi _{\mathrm {v} }}{A}}}
Variiert die spezifische Lichtausstrahlung über die Fläche, kann die örtliche Variation der spezifischen Lichtausstrahlung durch den Differentialquotienten detailliert beschrieben werden:
{\displaystyle M_{\mathrm {v} }={\frac {\mathrm {d} {\Phi }_{\mathrm {v} }}{\mathrm {d} A}}\,}.
Sie wird in der Einheit Lumen durch Quadratmeter gemessen. Die damit formal identische Einheit Lux sollte nicht verwendet werden, weil diese für die Beleuchtungsstärke (Lichtstrom durch Empfängerfläche) vorbehalten ist.
Der entsprechende Begriff in der Radiometrie ist die spezifische Ausstrahlung {\displaystyle M} oder {\displaystyle M_{\mathrm {e} }}. Die spezifische Lichtausstrahlung enthält zusätzlich eine physiologische Komponente (Berücksichtigung der Empfindlichkeitskurve des menschlichen Auges).
Die Bezeichnung „spezifische (Licht)ausstrahlung“ weicht von der Norm DIN 5485 ab, nach der „spezifisch“ genannte Größen sich auf Masse (und nicht auf Fläche) beziehen sollen.